# Вулиця Героїв Небесної Сотні (Біла Церква)
Вулиця Героїв Небесної Сотні — вулиця у Білій Церкві, розташована в історичному центрі міста. 
Починається від Парку Слави, де перетинається з вулицею Ковбасюка і тягнеться до вулиці Героїв 72-ї Бригади. У кінці 1990-х частині вулиці до перехрестя з Олександрійським бульваром було повернуто історичну назву — Гетьманська, яку вона отримала через розташування канцелярії Богдана Хмельницького.

## Історична відомість
До 2016 року вулиця мала назву вулиця Гординського.

## Відомі будівлі

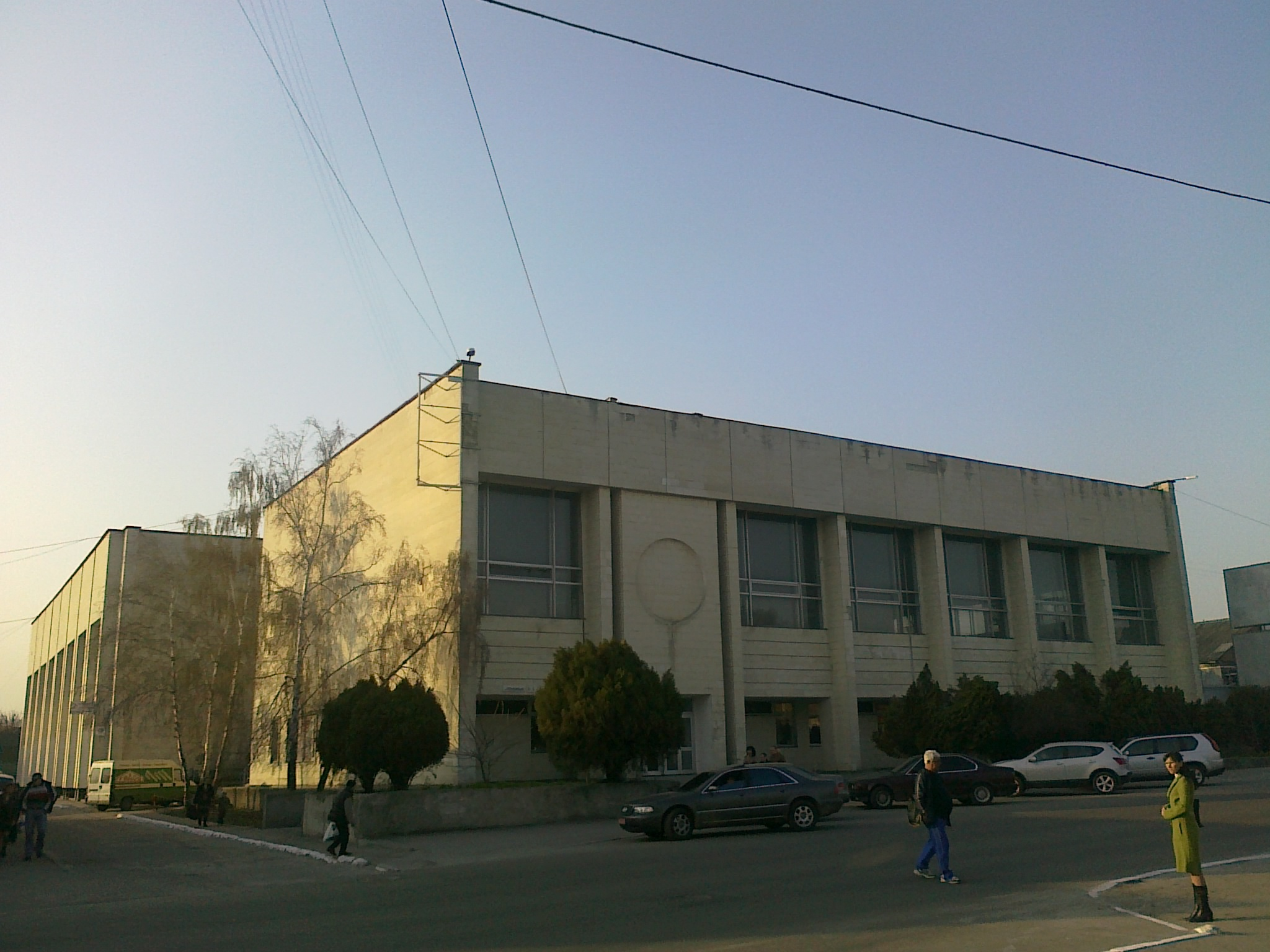
Спортивна дитячо-юнацька школа №1
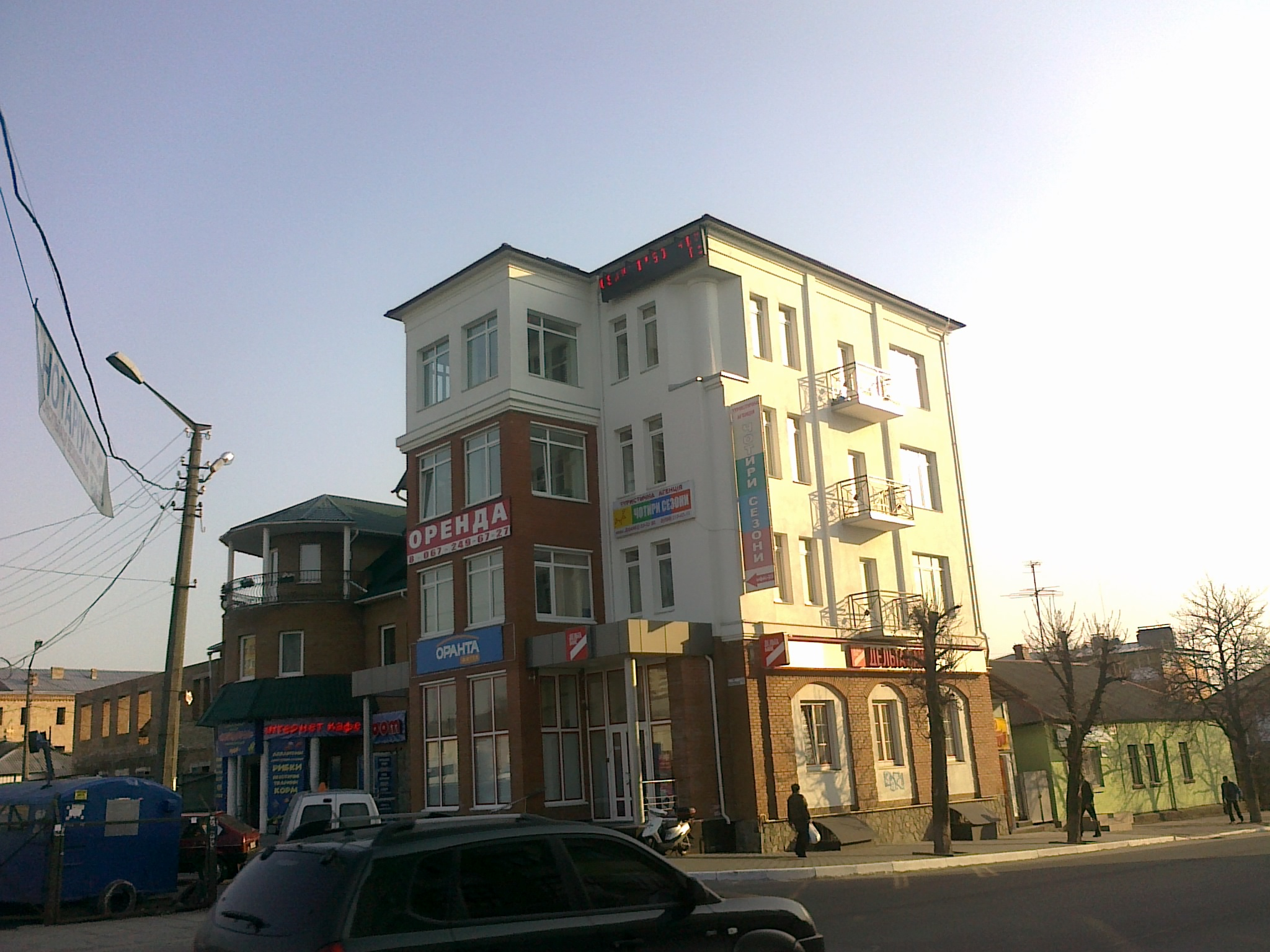
Офісний центр
ТЦ «Пасаж»ТЦ «Пасаж»
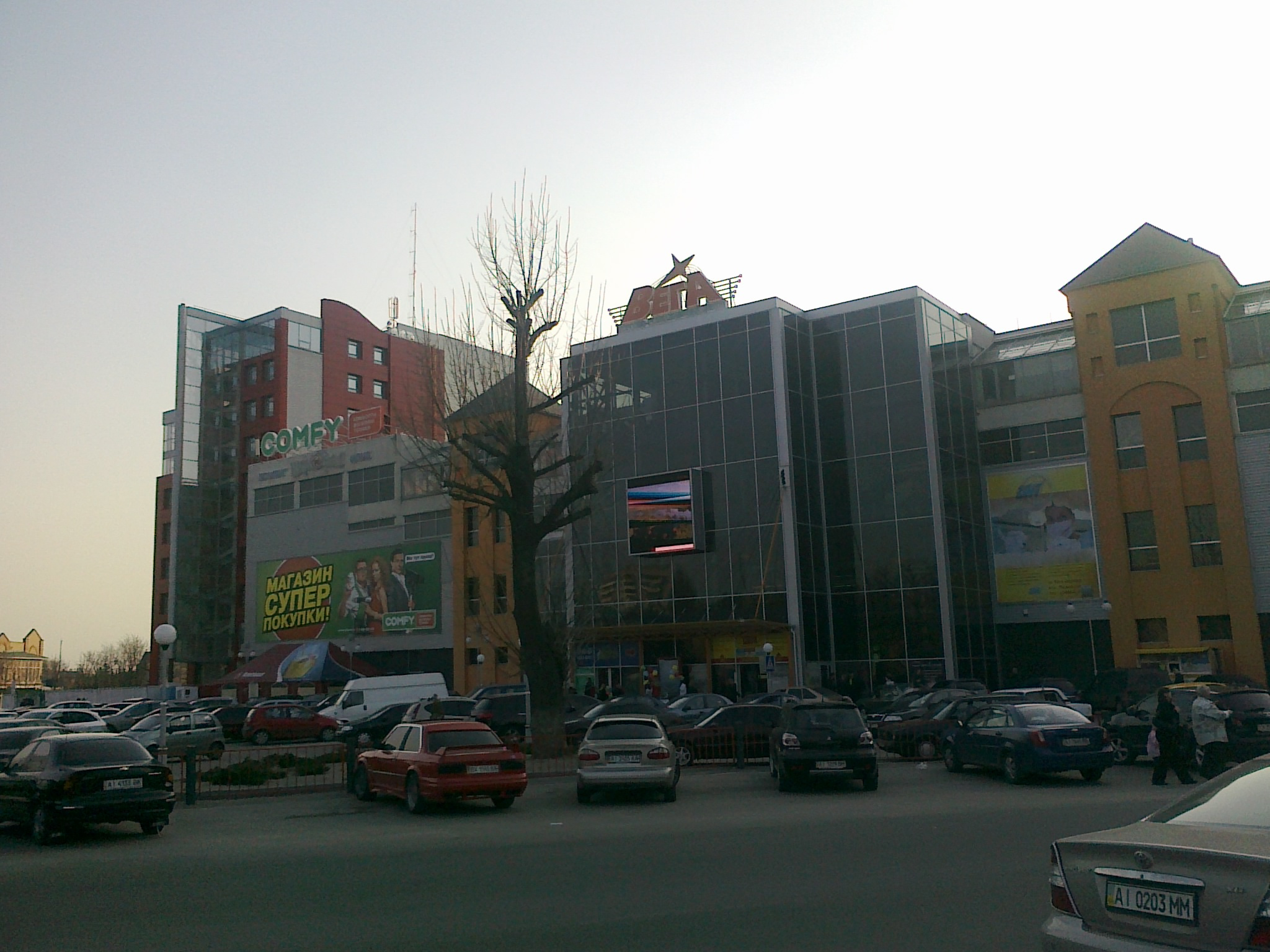
ТРЦ «Вега»
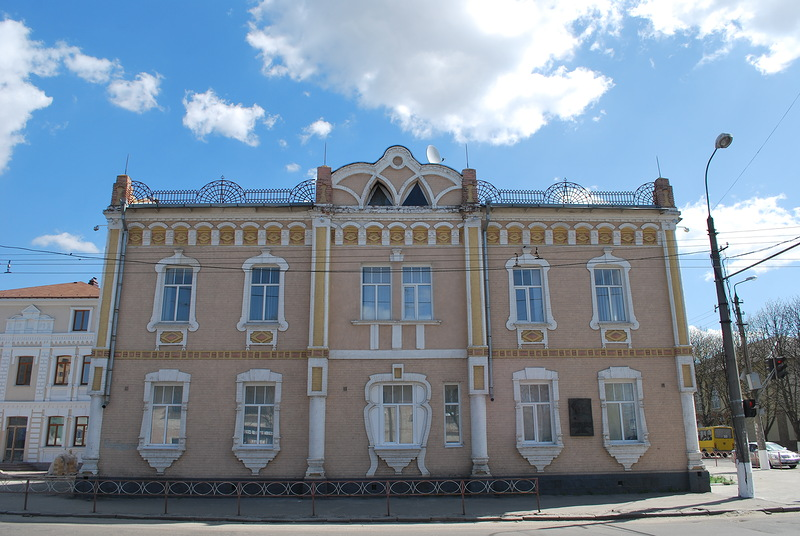
Будинок Таубіна
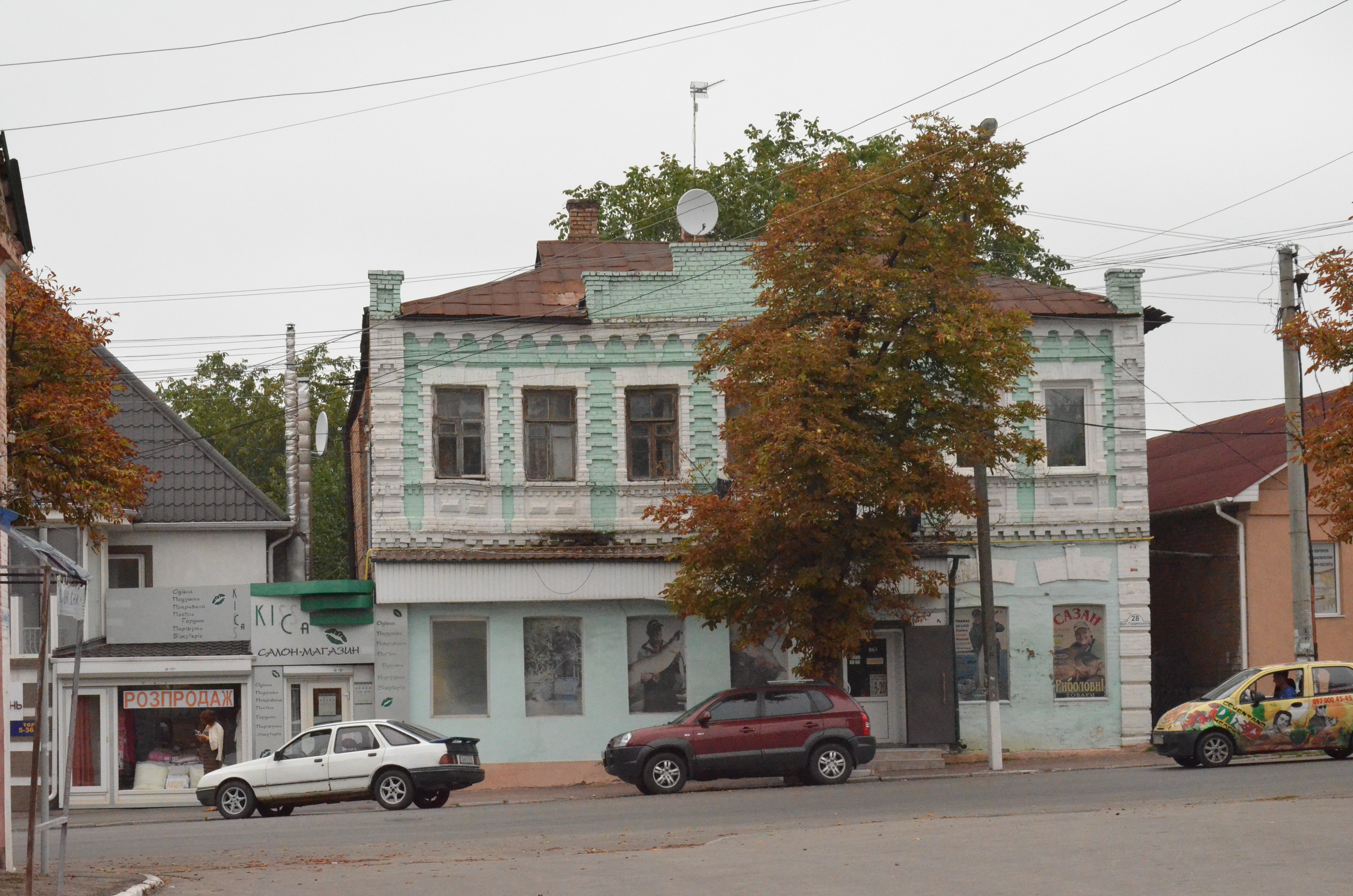
Вул. Героїв Небесної Сотні, 28